# Euryodendron
Euryodendron là một chi thực vật thuộc họ Pentaphylacaceae. Trước đây nó được xếp trong họ Theaceae. Chi có một loài: Euryodendron excelsum, H.T. Chang. Tại Trung Quốc gọi nó là trư huyết mộc (cây máu lợn).